# 호드리구 마라냥
호드리구 메네지스 킨타닐랴(포르투갈어: Rodrigo Meneses Quintanilha, 1992년 12월 11일 ~ )는 짧게 호드리구 마라냥(포르투갈어: Rodrigo Maranhão)라 불리는 브라질의 축구 선수로, 포지션은 공격수이다. K리그시절 등록명은 호드리고였다.